# Астрахань (пароход, 1856)
«А́страхань» (в 1866 году был переименован в «Наср Эдин Шах» или «Наср Эддин Шах») — вооружённый пароход Каспийской флотилии Российской империи, в некоторых источниках упоминается в качестве шхуны.

## Описание парохода
Пароход с железным корпусом и парусным вооружением шхуны. Водоизмещение судна составляло 438 тонн, длина — 54,86 метра, а ширина с обшивкой — 9,14 метра. На пароходе была установлена паровая машина мощностью 160 номинальных лошадиных сил. Вооружение парохода в мирное время состояло из шести 6-фунтовых и двух 1-фунтовых пушек, а в военное время менялось на две 60-фунтовых пушки № 1 и четыре 24-фунтовых пушко-карронады. По состоянию на 1880 год вооружение судна составляли шесть 4-фунтовых пушек образца 1867 года.

## История службы
Пароход «Астрахань» был заложен в 1856 году на Нижегородской машинной фабрике и после спуска на воду в том же году вошёл в состав Каспийской флотилии России. Строительство вёл корабельный мастер подполковник корпуса корабельных инженеров М. М. Окунев.
В 1857 году под командованием капитана 2-го ранга М. П. Комаровского от Нижегородской машинной фабрики пароход был по Волге проведён в Астрахань.
В кампании 1858 и 1859 годов совершал плавания в Каспийском море.
В кампании 1860 и 1865 годов совершал плавания в Каспийском море, при этом в кампанию 1863 года командир парохода капитан-лейтенант П. Е. Бефани был награждён орденом Святого Станислава II степени.
В кампанию 1866 года во главе Каспийской флотилии под флагом командира флотилии вице-адмирала С. В. Воеводского обеспечивал переезд персидского шаха Насер ад-Дина из Персии в Россию. В том же году был переименован в «Наср Эдин Шах», после чего совершал плавания между каспийскими портами.
В кампании с 1867 по 1872 год совершал плавания между портами Каспийского моря.
В кампанию 1876 года совершал плавания в Каспийском море.
В кампанию 1877 года совершал плавания в Каспийском море.
В кампании 1880 и 1881 годов совершал плавания в Каспийском море. В 1878—1881 годах вахтенным командиром здесь служил Николай Христианович Йениш.
В кампанию 1885 года совершал плавания между каспийскими портами.
В кампании 1888 и 1889 годов совершал плавания в Каспийском море, а в 1889 году также нес брандвахтенную службу на Бакинском рейде. В кампанию 1888 года командир парохода был награждён орденом Святой Анны II степени. Разбился 1 (13) октября 1889 года во время очередного плавания в Каспийском море. Командир парохода капитан 2-го ранга М. М. Афанасьев после крушения на пароходе «Лоцман» пассажиром прибыл в Астрахань, где при рассмотрении дела о кораблекрушении военно-морским судом был полностью оправдан. 10 (22) февраля 1890 года пароход «Наср Эдин Шах» был исключен из списков судов Каспийской флотилии.

## Командиры парохода
Командирами парохода «Астрахань», а затем «Наср Эдин Шах» в составе Российского императорского флота в разное время служили:
- капитан 2-го ранга М. П. Комаровский (1857 год)[26];
- капитан-лейтенант М. П. Семенов (1859 год)[27];
- капитан-лейтенант, а с 1 (13) января 1864 года капитан 2-го ранга П. Е. Бефани (1859—1865 годы)[28];
- капитан 2-го ранга И. П. Левицкий (1865—1874 год)[29];
- капитан-лейтенант К. К. Середович (1875 год)[30];
- капитан 2-го ранга князь К. И. Кекуатов (1876 год)[комм. 4][31];
- капитан 1-го ранга П. Н. Гусев (1877 год)[комм. 5][32];
- капитан-лейтенант Д. Н. Челеев (1879 год)[33];
- капитан 1-го ранга И. П. Левицкий (1880 год)[29];
- капитан 2-го ранга А. А. Костыгов (1887—1889 годы)[24];
- капитан 2-го ранга М. М. Афанасьев (1889 год)[25].

### Комментарии
1. ↑  Также встречаются написания имени парохода «Наср-Эдин-Шах» или «Наср-Эддин-Шах»[1].
2. ↑  180 футов[2].
3. ↑  30 футов[2].
4. ↑  Временное командование[19].
5. ↑  Временное командование[20].